# Летальные аллели
Лета́льные алле́ли (также летали) — аллели, как правило, рецессивные, фенотипический эффект которых вызывает гибель организма при определённых условиях или на определённых этапах развития. Чаще всего гибель из-за леталей происходит на эмбриональных стадиях развития, но существуют летали, вызывающие гибель например, при окукливании личинки дрозофилы. Летальные аллели возникают в результате т. н. летальных мутаций — летальность таких мутаций говорит о том, что данный ген ответственен за какую-либо жизненно необходимую функцию.
Летальными называются аллели, носители которых погибают из-за нарушений развития или заболеваний, связанных с работой данного гена. Между летальными аллелями и аллелями, вызывающими наследственные болезни, есть все переходы. Например, больные хореей Хантингтона (аутосомно-доминантный признак) обычно умирают в течение 15—20 лет после начала заболевания от осложнений, и в некоторых источниках предлагается считать этот ген летальным.
Сублетальными, или полулетальными называются аллели, эффект гибельности которых част, но не обязателен (то есть переходные между летальными аллелями и аллелями, вызывающими наследственные болезни), условно летальными называют мутации, при которых организм, несущий такие мутации, может жить в предельно узком диапазоне условий, например мутации ауксотрофности у микроорганизмов (неспособность расти на питательных средах без определённых жизненно необходимых веществ из-за утраты способности их синтезировать), субстратнозависимые мутации (неспособность использовать некоторые вещества в качестве источника углерода и энергии) и температурнозависимые мутации (способность жить только в узком диапазоне температур — например некоторые мутанты дрозофилы не способны жить при температуре выше 25 оС).